# れいち
れいち（1959年6月9日 - ）は、日本の音楽家、スタジオ・ミュージシャン。夫はミュージシャンの清水一登。
本名は清水玲子（しみずれいこ）、旧姓は佐伯(さえき)。
スタジオワーク・ツアーサポートなどで活動する。主はドラムを演奏するが歌、鍵盤楽器なども演奏することがある。2007年現在は夫の清水一登とAREPOSというユニットを結成している。AREPOSではボーカル担当の他、歌/踊り/ドラムを兼務。

## 参加ユニット・ディスコグラフィ

### どくとる梅津DIVA
梅津和時(Sax.Vo.)
高田みどり(Perc.Vo.)
橋本一子(Key.Vo.)
れいち(Ds.Vo.)から成るバンド。
- DIVA (NECアベニュー) - 1988年9月、1992年6月21日

### UMITA-MINIMA（ウニタ・ミニマ）
れいちと近藤達郎によるユニット。
- 世界の縁 (Pin Label PIN01) - 1989年

### Sunset Kids（サンセットキッズ）
伊藤ひとみ(Vo.)
大津真(Gt.Key.)
えとうなおこ(Key.Vo.)
斎藤ネコ(Vl.Key.)
さいのをまさあき(B.Key.)
れいち(Ds.Vo.)から成る（佐藤靖夫(Gt.)が途中加入）
- たいたん (ポリドール) - 1989年
- にゃあぷぅ (ポリドール) - 1991年

### AREPOS（アレポス）
れいちと清水一登によるユニット。
- AREPOS - 1989年
- ここだけの話 - 1995年
- あおいフラスコ - 1999年
- other Colours - 2005年
- ヘンなダンス - 2015年
- AREPOS （再発売）- 2016年

### Marsh-Mallow（マーシュ・マーロウ）
新居昭乃・上野洋子・藤井珠緒・丸尾めぐみ・れいちから成る。2004年に脱退。
- planet of love (Oneness Music) - 2000年、コンピレーション。#8「冬のモザイク」で参加。
- marsh mallow (WBC2000-03) - 2001年

### Fishermens Tit Tot
福原まり(P.Key.Vo.)・矢口博康(Sax.Clarinet)・中原信雄(B.Mandolin)・れいち(Ds.Vo.)・Dennis Gunn(Gt.Banjo.Vo.)・松本治(Tb.Euphaniam)から成る。
- The instant Fishermen (BARCA Label BAR-001) - 1998年

### その他参加ユニット
- はにわオールスターズ - 仙波清彦率いるバンド。
- はにわちゃん - 仙波清彦率いるバンド。『みなと』という曲では、ボーイッシュなメインボーカルと掛け合いで、カヒミ・カリィなどのフレンチポップス風囁き声で女性役を演じている。
- おU - 清水一登率いるバンド。1987-1995年活動。
- うずまきまずう（ウズマキズウ） - 小川美潮率いるバンド。
- Aqua voce（アクア・ヴォーチェ） - 伊藤真澄、上野洋子、れいち、丸尾めぐみから成るボーカルユニット。Marsh-Mallowの前身。

## その他の活動
ゴンチチ、小泉今日子などのサポートに参加。CMソングや映画音楽などにも携わっている。